# 平成3年台風第17号
平成3年台風第17号（へいせい3ねんたいふうだい17ごう、国際名：キンナ〔Kinna〕）は、1991年9月に発生した台風。九州地方に大きな被害をもたらした。

## 概要

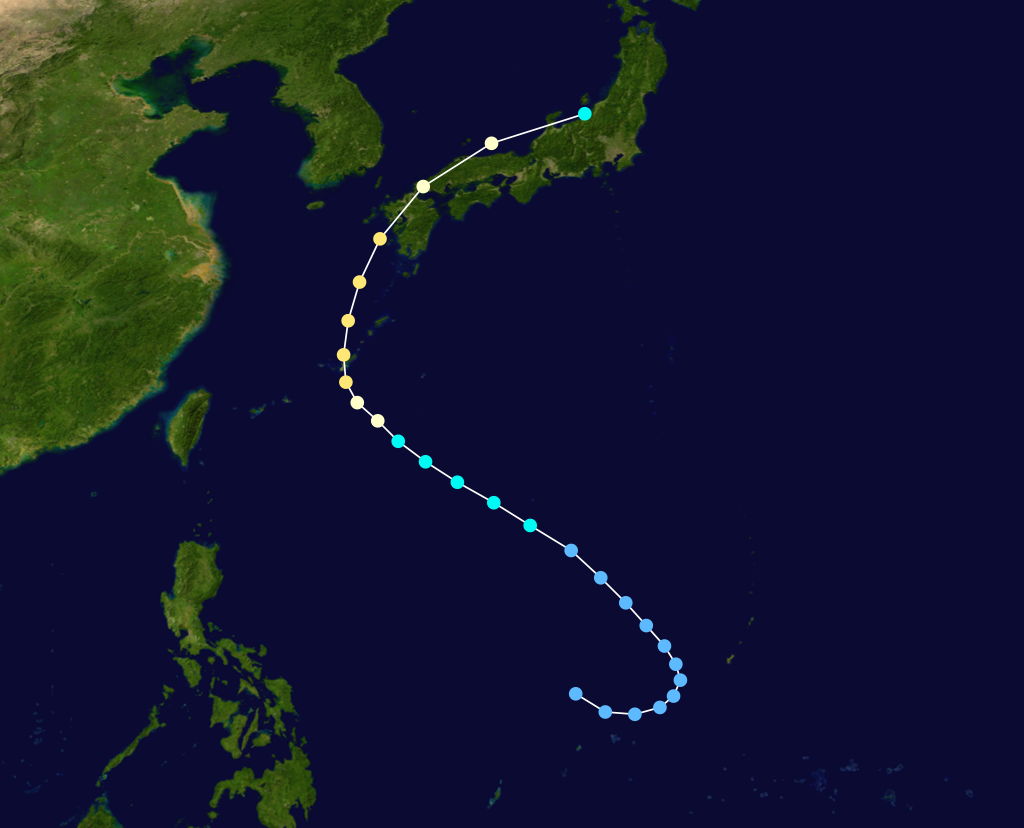
進路図

9月11日に日本の南海上で発生した台風17号は発達しながら北上を開始し、13日には中心気圧955 mb（当時の単位。現在のhPaに等しい。）の勢力で沖縄県に接近、那覇市では午前8時に57.4m/sという当時歴代5位となる最大瞬間風速を観測した。沖縄通過後は東シナ海へ進み、14日午前5時30分ごろ長崎県長崎市付近に上陸した。上陸時は中型（「中型」の表現は2000年に廃止）で中心気圧は955ミリバールと13日後に上陸した台風第19号と比較して劣る勢力だったにもかかわらず、台風の進路となった佐賀県佐賀市では午前6時すぎに観測史上最高となる54.3m/sの最大瞬間風速を観測するなど、九州北部一帯で40～50m/s級の暴風が吹き荒れた。さらに、雨量も記録的で福岡県前原市では1時間の雨量が147mmを記録するなど、九州地方では台風第19号を凌ぐ暴風と降水が観測された地域があった。この大雨は西日本だけでなく、甲信越地方まで及んだ。台風は午前中のうちに福岡県宗像市から山口県下関市沿岸を通過した。日本海沿岸部を北東進し、17時半には石川県能登半島を通過、夜には新潟県新潟市付近に再上陸し、同日21時に山形県米沢市付近で温帯低気圧に性質を変え、翌日には太平洋に抜けた。
なお、日本列島はこの台風の襲来後にも、台風18号と台風19号による被害を受けており、特に19号による被害は甚大で、被害地域はほぼ全国に及んだ。

## 被害
- 特に風による被害が九州で発生した。佐賀市で観測された54.3m/sの最大瞬間風速は、2週間後に上陸した台風第19号を凌ぐ風速である。
- 水稲への被害の他に、梨などの果物が暴風で落とされる被害が深刻であった。また、風倒木の被害も出た。
- その13日後には台風第19号が再び上陸し、さらなる被害を出す結果となった。
- 全国で11人の命が失われた。